# Windpark Werder/Kessin
Der Windpark RH2-Werder/Kessin/Altentreptow (RH2-WKA) ist ein großer Onshore-Windpark mit integriertem Wasserstoffspeicher in der Gemeinde Grapzow in Mecklenburg-Vorpommern. Er liegt östlich der Ortsteile Grapzow und Kessin, in Richtung des Nachbarortes Werder.
Der Windpark zählt aufgrund eines integrierten kleinen Prototypen zur Wasserstoffspeicherung sowie eines Blockheizkraftwerkes zur Wiedernutzung zu den Hybridkraftwerken. Mit einer installierten Leistung von 140 MW war er einstmals einer der größten Onshore-Windparks in Deutschland (s. u.). Im Unterschied zu anderen Hybridkraftwerken wird im Speicherkreislauf, mit dem Speichermedium Regenerativer Wasserstoff („RH2“), komplett auf die Verwendung oder Beimischung von Kohlenwasserstoffen verzichtet. Daraus ergaben sich einige technische Neuerungen. Als Abgas entsteht bei der Stromrückgewinnung lediglich Wasserdampf.
Die Kosten des Gesamtprojektes betrugen circa 220 Millionen Euro. Der Wasserstoffspeicher, dessen Investitionskosten mit 9,4 Mio. Euro angegeben wurden, wurde als Pilotprojekt mit 4,5 Mio. Euro aus dem Nationalen Innovationsprogramm für Wasserstoff- und Brennstoffzellentechnologie bezuschusst. Die offizielle Inbetriebnahme des Projektes erfolgte am 19. August 2013.

## Windpark
Insgesamt sind 28 Windkraftanlagen mit einer Gesamtleistung von rund 144 MW vorhanden. Zum Einsatz kamen Turbinentypen des Herstellers Enercon, davon 15 Anlagen des Typs Enercon E-126, der zum Errichtungszeitpunkt leistungsstärksten Windkraftanlage der Welt. Diese verfügt über eine Nennleistung von 7,5 MW, einen Rotordurchmesser von 127 Metern sowie eine Nabenhöhe von 135 Metern und eine Gesamthöhe von knapp 200 Metern. Zudem wurden 13 Enercon E-82 mit jeweils 2,3 MW errichtet. Baubeginn des Windparks war im Frühjahr 2011. Nach Medienangaben handelte es sich um den größten Windpark Mecklenburg-Vorpommerns, die produzierte elektrische Energie sollte dem Jahresverbrauch von 120.000 Haushalten entsprechen, 15 % der Haushalte Mecklenburg-Vorpommerns. Andere Medien bezeichneten den Windpark als größten Onshore-Windpark Deutschlands und taxierten die jährlich produzierte elektrische Energie auf den Verbrauch von 125.000 Haushalten.
Zur Einspeisung der elektrischen Energie in das Stromnetz wurde während der ersten Bauphase ein 110-kV-Umspannwerk errichtet. Während der zweiten Bauphase entstand zusätzlich ein 380-kV-Umspannwerk, mit dem direkt ins Höchstspannungsnetz eingespeist werden kann.

## Elektrolyse-Speicherkraftwerk
Die Anlage besteht aus einem Elektrolyseur mit einer Leistung von 1 MW, welcher aus überschüssigem Windstrom Wasserstoff erzeugt, einem Verdichter, einem Gasspeicher sowie einem Blockheizkraftwerk, mit dem der Wasserstoff in Zeiten geringer Windstromeinspeisung rückverstromt werden kann. Die bei diesem Prozess anfallende Wärme wird ausgekoppelt und zur Beheizung eines nahe gelegenen landwirtschaftlichen Betriebes eingesetzt. Der Spatenstich der Anlage, die unter der Bezeichnung „RH2-WKA“1 firmiert, fand unter Beisein von Ministerpräsident Erwin Sellering im Juli 2011 statt.
Seit Dezember 2012 befand sich die Anlage im Testbetrieb, der sich zunächst über drei Jahre erstrecken sollte. Ziel dieses Testbetriebs war es, Techniken zu erforschen, mit denen die wetterbedingt variable Einspeisung von Windkraft- und Photovoltaikanlagen verstetigt werden kann. Die Energiespeicherung gilt neben dem Aufbau der Erneuerbaren Energien sowie des Stromnetzes als eine der Schlüsseltechnologien der Energiewende. Eine erfolgreiche Speichertechnologie würde Windstrom grundlastfähig machen, womit Schatten- und Reservekraftwerke eingespart werden könnten. Derzeit existieren als kommerzielle Speicherkraftwerke nur Pumpspeicherkraftwerke und Batterie-Speicherkraftwerke.
Auch könnten durch die Speicherung von Windstrom als EE-Gas während Zeiten hoher Windstromerzeugung Erzeugungsspitzen, die aufgrund begrenzter Kapazitäten des Stromnetzes sonst nicht mehr hätten eingespeist werden können, weiterhin genutzt werden. So konnten z. B. 2010 deutschlandweit insgesamt ca. 150 GWh elektrischer Energie nicht eingespeist werden, da in Teilen Deutschlands das Stromnetz während Zeiten starken Windes an seine Kapazitätsgrenze stieß und demnach Windkraftanlagen abgeregelt bzw. gedrosselt werden mussten. Es handelt sich dabei nur um weniger als 0,5 % der tatsächlich erzeugten Windenergie von rund 37.800 GWh.
Die Erweiterung um eine Methanisierungsanlage für die direkte Einspeisung ins Gasnetz sowie der Bau einer Wasserstofftankstelle waren einst geplant.